# Trets de deformació planar

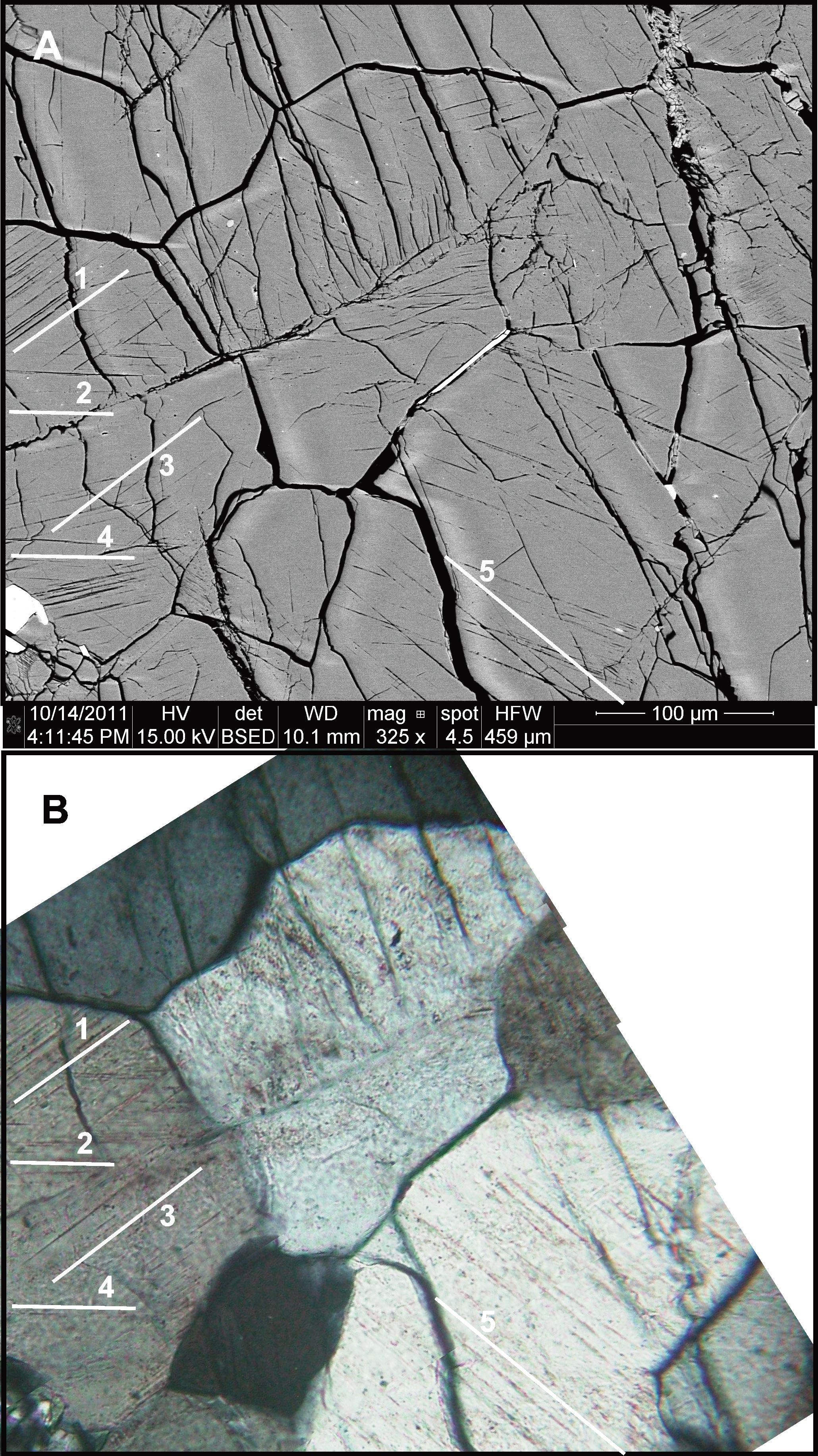
Trets de deformació planar (PDF) observades amb microscopi electrònic de transmissió i microscopi de llum polaritzada en un mineral procedent del cràter d'impacte de Bosumtwi,Ghana

Els trets de deformació planar (geologia, petrologia, cristal·lografia) són un conjunt de característiques microscòpiques presents a les roques que han patit l'impacte d'un meteorit. S'observen en forma de làmines o elements de deformació planar, coneguts en l'àmbit científic com a PDF's (de l'anglès: planar deformation features). Són plans de dislocació disposats sistemàticament en cristalls que es formen pel xoc d'un meteorit. L'impacte altera les roques produint metamorfisme de xoc. Les estructures es formen a pressions molt elevades de 8 a 10 gigapascals (80 a 100 kilobars). La seva estabilitat arriba fins als 35 gigapascals o 350 quilobars, i per sobre d'aquesta pressió el quars i els feldespats ja només hi són presents en forma amorfa o com a vidre.

## Observació microscòpica
Els trets de deformació planar són microestructures i només es poden observar en un microscopi de polarització o en el microscopi electrònic de transmissió. S'observen plans de dislocació molt fins, estrets i paral·lels a la xarxa cristal·lina, que estan ocupats majoritàriament per material amorf o cristal·lí d'uns 2 µm de gruix i tanquen un angle característic amb l'eix c del mineral de silicat afectat. A major pressió, la stishovita hi pot augmentar. Les làmines es recristal·litzen després que l'impacte i s'esquitxen amb petites gotes d'inclusions líquides per causa de l'acció hidrotermal.
Els plans de dislocació sempre segueixen plans cristal·logràfics racionals […] Com que les orientacions de les làmines de deformació canvien amb l'augment de la pressió, es poden utilitzar com a indicadors de pressió. Les orientacions resultants també depenen de la temperatura ambient predominant a la roca i de l'angle d'impacte. Langenhorst i Deutsch (1993) ho van poder demostrar en experiments de xoc.
Les ones de xoc indueixen defectes peculiars en el quars: mosaics de xoc, polimorfs d'alta pressió (coesita i stishovita), vidre i trets de deformació planar. En conjunt, aquestes característiques són els índexs de l'existència de metamorfisme de xoc.
S'hi distingeixen, principalment, quatre tipus estructures fines o trets de deformació planar:
- Bandes de luxacions
- Làmines de mescles en diverses proporcions de sílice amorfa i petits cristalls
- Làmines primes de macles tipus Brasil
- Làmines curtes i paral·leles que formen estructures en escala i dentades

Es suggereix que les bandes de dislocació probablement no són estructures PDF originals, sinó que provenen d'una etapa de recristal·lització posterior.